# Pitohui
A Pitohui a madarak (Aves) osztályának a verébalakúak (Passeriformes) rendjébe, ezen belül a sárgarigófélék (Oriolidae) családjába tartozó nem.

## Rendszertani eltérés
A Pitohui madárnem korábban gyűjtő taxon volt és a légyvadászfélék (Pachycephalidae) családjába tartozott. Ebbe a taxonba több egymáshoz hasonló madarat raktak be, de az újabb vizsgálatok szerint e madarak között nincs közelebbi rokonság emiatt a nemet szétszedték és ezekből két fajt a madárnemet megnevező taxonnévvel együtt áthelyezték a sárgarigófélék közé.
A Pitohui-fajok tollain és bőrén a nyílméregbékáéhoz (Dendrobatidae) hasonló méreganyag van, ezzel ez a nagyon ritka mérgező madarak közé tartozik. Pápua Új-Guinea endemikus madarai.

## Rendszerezés
A nemet René Primevère Lesson francia orvos és ornitológus írta le 1831-ben, az alábbi 4 faj tartozik ide:
- dolmányos gyümölcsrigó (Pitohui dichrous)
- Pitohui uropygialis
- Pitohui cerviniventris
- Pitohui kirhocephalus

## Fordítás
- Ez a szócikk részben vagy egészben  a   Pitohui (genus) című angol Wikipédia-szócikk ezen változatának fordításán alapul.  Az eredeti cikk szerkesztőit annak laptörténete sorolja fel. Ez a jelzés csupán a megfogalmazás eredetét és a szerzői jogokat jelzi, nem szolgál a cikkben szereplő információk forrásmegjelöléseként.
- Ez a szócikk részben vagy egészben  a   Pitohui című angol Wikipédia-szócikk ezen változatának fordításán alapul.  Az eredeti cikk szerkesztőit annak laptörténete sorolja fel. Ez a jelzés csupán a megfogalmazás eredetét és a szerzői jogokat jelzi, nem szolgál a cikkben szereplő információk forrásmegjelöléseként.